# Guînes
 Guînes  (pronunciado [ɡin]) es una comuna y población de Francia, en la región de Norte-Paso de Calais, departamento de Paso de Calais, en el distrito de Calais. Es el chef-lieu y mayor población del cantón de su nombre.
Está integrada en la Communauté de communes des Trois Pays.

## Historia
Ocupada por los ingleses el 22 de enero de 1352, durante la guerra de los Cien Años. La Paz de Picquigny de 1475 confirmó su posesión, hasta que el 22 de enero de 1558 la villa fue tomada por las tropas francesas comandadas por Francisco de Guisa. Fue ocupada por las tropas españolas entre 1596-1598.

## Demografía
Su población en el censo de 1999 era de 5.221 habitantes. Forma parte de la aglomeración urbana de Calais.
| 4,273 | 4,590 | 4,724 | 4,984 | 5,034 | 5,174 | 5,105 | 5,221 |
| Para los censos de 1962 a 1999 la población legal corresponde a la población sin duplicidades (Fuente: INSEE [Consultar]) |       |       |       |       |       |       |       |